# Cantonul Menton-Ouest
Cantonul Menton-Ouest este un canton din arondismentul Nice, departamentul Alpes-Maritimes, regiunea Provence-Alpes-Côte d'Azur, Franța.

## Comune
- Gorbio
- Menton (parțial, reședință)
- Roquebrune-Cap-Martin
- Sainte-Agnès